# Det är saligt på Jesus få tro
Det är saligt på Jesus få tro är en psalm av Andreas Fernholm 1877, med melodi av Joseph Webster 1867 (G-dur, 4/4). Varje vers uttrycker både saligheten här och nu OCH det kristna hoppet om framtiden. "Det är... det blir."
Andra versen började i originalet "Det är saligt att samlas i tron", alltså med tro i bestämd form, vilket ledde till en del missförstånd bland lägre åldersgrupper. Några tolkade raden som "Det är saligt att samla citron", vilket också är titeln på en bok om hur psalmer har förståtts och inte förståtts.
Till Websters melodi hör en engelsk text "In the Sweet By-and-By" (1868) av S. Fillmore Bennett. Den fick 1875 en svensk översättning av Erik Nyström, "Till det härliga land ovan skyn". Fernholms svenska text från 1877 är däremot inte någon översättning.

## Publicerad som
- Nr 269 i Svenska Missionsförbundets sångbok 1920 under rubriken " Trosvisshet".
- Nr 13 i Fridstoner 1926 under rubriken "Böne- och lovsånger".
- Nr 175 i Svensk söndagsskolsångbok 1929 under rubriken "Böne- och lovsånger".
- Nr 264 Segertoner 1930
- Nr 50 i Kom 1930 under rubriken "Trosliv och helgelse".
- Nr 264 Segertoner 1960
- Nr 265 i Frälsningsarméns sångbok 1968 under rubriken "Det Kristna Livet - Jubel och tacksägelse".
- Nr 263 i 1986 års psalmbok, 1986 års Cecilia-psalmbok, Psalmer och Sånger 1987, Segertoner 1988 och Frälsningsarméns sångbok 1990 under rubriken "Glädje - tacksamhet".
- Nr 14 i Sångboken 1998